# 学生街の喫茶店
「学生街の喫茶店」（がくせいがいのきっさてん）は、GARO（ガロ）の3枚目のシングル。1972年6月20日に、日本コロムビアのDENONレーベル（マッシュルームレーベル）から発売された。マイク眞木「バラが咲いた」と同様に職業作家による「フォークソング風歌謡曲」で、歌詞は1968年のパープル・シャドウズ「小さなスナック」に似ている。

## 背景
セカンドアルバム『GARO2』からのシングルカット。リリース時は「美しすぎて」がA面、B面が「学生街の喫茶店」というスタイルであった。
レコード発売は1972年6月20日であったが、7月にTBSラジオ『ヤングタウンTOKYO』の「今月の歌」にB面の「学生街の喫茶店」が選ばれた。ただ発売間もないレコードのB面推しということで関係者は困惑したという。
ガロ最大のヒット曲であり、1970年代の学生文化を象徴する楽曲として高い評価を得る反面、和製CS&Nと呼ばれた高い音楽性を誇るグループのイメージにそぐわない歌謡曲作品が代表曲となったことにメンバーは葛藤を抱えていた。
『第24回NHK紅白歌合戦』でも本楽曲を披露。当時のフォークグループとしては、紅白出場歌手に選出されたこと自体も珍しいことであった。
1976年に、教育芸術社発行の高校の音楽教科書『高校音楽1』に「学生街の喫茶店」が掲載された。
2023年7月現在、ガロのメンバーの中で大野真澄のみ存命であるため、ひとりでテレビに出演して「学生街の喫茶店」を披露することがある。

## 制作
楽曲の舞台となった喫茶店は東京・御茶ノ水の中央大学付近にあった喫茶店『丘』など諸説があったが、作詞者の山上路夫は具体的に参考にした店はないとしている。また、山上自身に大学生活の経験はない。
作曲は、1980年代以降にテレビゲームソフト『ドラゴンクエストシリーズ』のゲームミュージックを手がけたすぎやまこういちによる。上記の第24回紅白ではガロの出演時、指揮者として出演を果たしたほか、間奏で演奏される楽器「コール・アングレ」についてもアナウンス解説者によって紹介された。 

## リリース
1972年6月20日に、日本コロムビアのDENONレーベル（マッシュルームレーベル）から、7インチレコードで「美しすぎて」として発売された。1972年12月前後からジャケット写真はそのままに「学生街の喫茶店」のタイトルが目立つようにレイアウト変更されたリニューアル・ジャケット盤に切り替えられていった。
発売は日本コロムビアであったが、原盤権はアルファミュージック（旧：アルファレコード）が所有している関係で、復刻盤CDはソニー・ミュージックエンタテインメントの関連子会社「ソニー・ミュージックダイレクト」から発売されている。

## 記録
日本コロムビアの金子充孝ディレクター（1972年当時）によると、同年の11月末頃から売れ出し、翌1973年の1月末にガロがテレビ出演したことでヒットの勢いがついた。最もヒットしていたのは1973年の春先で、オリコンヒットチャートでは2月19日から4月2日まで7週連続で1位を獲得。1973年の年間ヒットチャートで第3位を記録し、同年を代表するヒット・ソングのひとつとなった。累計売上はミリオンセラーを記録。1978年10月時点のオリコン調べでフォークソングのシングルとして歴代6位、77万枚の売り上げ（1位、小坂明子「あなた」）。
『日本有線大賞』では新人賞を受賞している。

## CMなどの起用
1980年放送の桃屋「ごはんですよ!」のテレビCM「思い出のフォーク篇」において「学生街の喫茶店」が使用された。
2018年のNHK連続テレビ小説『半分、青い。』にて、劇中歌として本曲が登場する場面が放映された。

## 収録曲
| 全作詞: 山上路夫。 |                    |           |                  |           |                |      |
| #                  | タイトル           | 作詞      | 作曲             | 編曲      | リードボーカル | 時間 |
| 1.                 | 「学生街の喫茶店」 | 山上路夫  | すぎやまこういち | 大野克夫  | 大野真澄       | 3:09 |
| 2.                 | 「美しすぎて」     | 山上路夫  | 村井邦彦         | 飯吉馨    | 堀内護         | 3:49 |
| 合計時間:          | 合計時間:          | 合計時間: | 合計時間:        | 合計時間: | 6:58           |      |

## 演奏者
- 原田祐臣[注釈 3] - ドラムス
- 宇野もんど（細野晴臣） - ベース
- 大野克夫 - ピアノ
- 村岡建 - コーラングレ
- 新室内楽協会 - ストリングス
- 大野真澄 - ボーカル
- ガロ - コーラス

※ セカンドアルバム(CD-7035-Z)に記載された同曲のクレジットより。

## 収録アルバム
- GOLDEN☆BEST GARO アンソロジー 1971〜1977
- GARO BOX
- 定番ベスト
- 青春歌年鑑 1970年代総集編
- 秋の夜長と上手につきあう17の知恵 ‐ 秋の曲を集めたコンピレーション・アルバム

## カヴァーした主な歌手
- 学生街の喫茶店
  - 天地真理 - アルバム『若葉のささやき』収録[注釈 4]
  - 柏原芳恵 - アルバム『アンコール』収録
  - 国仲涼子 - 2004年のアルバム『ふるさと』収録
  - 桜田淳子 - アルバム『淳子と花物語 + 10』（復刻盤）収録
  - 中森明菜 - アルバム『フォーク・ソング2 〜歌姫哀翔歌』収録
  - メリー - シングル「激声」カップリング曲
  - 森山良子 - アルバム『森山良子フォークを歌う ベスト&ベスト』収録
  - 桑田佳祐 - ライブビデオ『昭和八十三年度!ひとり紅白歌合戦』収録
  - 松本孝弘 - アルバム『New Horizon』収録　※インストゥルメンタル楽曲
  - ザ・ベンチャーズ - アルバム『ポップス・イン・ジャパン'73』※インストゥルメンタル楽曲
  - THE ALFEE - 映像作品『45th Anniversary Special Concert at Osaka-Jo Hall Aug.25.2019』収録
  - さだまさし - アルバム『アオハル49.69』(2021年)収録[12]

- 美しすぎて
  - 加藤いづみ - シングル
  - Le Couple - アルバム『hide & seek』収録
  - 小田和正 -  『クリスマスの約束2010』でカバー